# Нагрудний відеореєстратор
Нагрудний відеорестратор (англ. bodycam) — це спеціальний пристрій, що використовується для запису, обробки та збереження інформації у форматі відео. Частіш за все пристрої даної категорії застосовуються у роботі представників силових структур: поліцейських, охоронців, військових.

## Виробники
Виробництво відеореєстраторів є складним за рахунок того, що виробнику необхідно поєднати компактні розміри з якісною системою відеоспостереження.
Є декілька основних, фірм, що виготовляють нагрудні відеореєстратори та зарекомендували себе належною якістю.

### Patrul
Patrul — бренд, що виготовляє нагрудні відеореєстратори для використання силовими структурами. Головним представником продукції на території України є PDP SUCUR [Архівовано 30 червня 2019 у Wayback Machine.].

#### Patrul X-01
Patrul X-01 — нагрудний відеореєстратор, що має дві версії wifi — базову та і додаток з можливістю онлайн трансляції відео в режимі реального часу.
Характеристики
| Вбудований мікрофон                   | +                                                                             |
| Запис звуку                           | +                                                                             |
| Підтримка додаткової камери           | +                                                                             |
| Підтримка Power Bank                  | +                                                                             |
| Тип матриці                           | Progressive Scan CMOS                                                         |
| Роздільна здатність та частота запису | 848x480р 30-60 К\с, 2304x1296р 30 К\с, 1920*1080P 30 К\с, 1280x720р 30-60 К\с |
| Додатково                             | Циклічний запис, відмітка дати та часу, Мікрофон, детектор руху, Speaker      |
| Кут огляду                            | 155°                                                                          |
| Об'єм пам'яті                         | 32 Гб                                                                         |
| Максимальна тривалість запису відео   | 10 годин                                                                      |
| Вага                                  | 140 гр                                                                        |
| Формат запису відео                   | MOV, H.264                                                                    |
| Нічне бачення                         | До 15 м                                                                       |

#### Patrul X-05
Patrul X-05 — боді-камера, що менші розміри порівняно з іншими представниками даної категорії товарів. Підтримує два режими WiFi: базовий та додатковий для трансляції в режимі реального часу.
Характеристики
| Вбудований мікрофон                   | +                                                                             |
| Запис звуку                           | +                                                                             |
| Підтримка додаткової камери           | -                                                                             |
| Підтримка Power Bank                  | +                                                                             |
| Тип матриці                           | Progressive Scan CMOS                                                         |
| Роздільна здатність та частота запису | 848x480р 30-60 К\с, 2304x1296р 30 К\с, 1920*1080P 30 К\с, 1280x720р 30-60 К\с |
| Додатково                             | Відмітка дати, часу (година, хвилини, секунди), мікрофон.                     |
| Кут огляду                            | 155°                                                                          |
| Об'єм пам'яті                         | 32 Гб                                                                         |
| Максимальна тривалість запису відео   | 9 годин (HD) 12 годин (WVGA)                                                  |
| Вага                                  | 120 гр                                                                        |
| Формат запису відео                   | MOV                                                                           |
| Нічне бачення                         | До 15 м                                                                       |

#### Patrul X-06
Patrul X-06 — нагрудний відеореєстратор для охоронних та військових структур здешевленої серії з можливістю фотозйомки під час відеореєстрації.
| Вбудований мікрофон                   | +                                                                                               |
| Запис звуку                           | +                                                                                               |
| Підтримка додаткової камери           | +                                                                                               |
| Підтримка Power Bank                  | +                                                                                               |
| Тип матриці                           | Progressive Scan CMOS                                                                           |
| Роздільна здатність та частота запису | 848x480р 30-60 К\с, 2304x1296р 30 К\с, 1920*1080P 30 К\с, 1280x720р 60 К\с, 1280x720р 25-30 К\с |
| Додатково                             | Speaker, детектор руху, циклічний запис, реєстрація дати, часу (години, хвилини, секунди).      |
| Кут огляду                            | 140°                                                                                            |
| Об'єм пам'яті                         | 32 Гб                                                                                           |
| Максимальна тривалість запису відео   | 10 годин                                                                                        |
| Вага                                  | 140 гр                                                                                          |
| Формат запису відео                   | MOV, H.264                                                                                      |
| Нічне бачення                         | До 15 м                                                                                         |

#### Patrul-DX-WIfi-02
Patrul-DX-WIfi-02 — професійний нагрудний відеореєстратор, що використовують у своїй професійній діяльності представники оборонних структур. Пристрій підтримує режим онлайн трансляції. Має ширший кут огляду — 170° та вбудований GPS логер.
| Вбудований мікрофон                   | + |
| Запис звуку                           | + |
| Підтримка додаткової камери           | + |
| Підтримка Power Bank                  | + |
| Тип матриці                           | Progressive Scan CMOS                                                                                           |
| Роздільна здатність та частота запису | 848x480р 30-60 К\с, 2304x1296р 30 К\с, 1920*1080P 30 К\с, 1280x720р 30-60 К\с                                   |
| Додатково                             | Speaker, детектор руху, мікрофон, циклічний запис, реєстрація дати, часу (години, хвилини, секунди), GPS логер. |
| Кут огляду                            | 140° |
| Об'єм пам'яті                         | 32 Гб |
| Максимальна тривалість запису відео   | 10 годин |
| Вага                                  | 140 гр |
| Формат запису відео                   | MOV, H.264 |
| Нічне бачення                         | До 15 м |

### Tecsar
Tecsar — це українська компанія, яка займається виготовленням спеціалізованого обладнання для відеостеження. Головний офіс знаходиться в Києві. Наразі серед продукції, представленої даним брендом, можна придбати IP, AHD, аналогові камери та відеореєстратори. Розробниками є українські та азійські спеціалісти.

#### Tecsar B26-MOB
Tecsar B26-MOB — нагрудний відеореєстратор що відрізняється своїми компактними розмірами та можливість кріплення пристрою на одяг. Корпус має додатковий захист, що уможливлює його використання за будь-яких умов середовища.
Важливою особливістю є висока автономність Tecsar B26-MOB — 11 годин безперервної зйомки з можливістю перегляду запису на вбудованому екрані.
| Вбудований мікрофон                   | + |
| Запис звуку                           | + |
| Підтримка додаткової камери           | - |
| Підтримка Power Bank                  | + |
| Тип матриці                           | Progressive Scan CMOS                                                                                |
| Роздільна здатність та частота запису | 848x480р 30-60 К\с, 2304x1296р 30 К\с, 1920*1080P 30 К\с, 1280x720р 30-60 К\с                        |
| Додатково                             | Speaker, детектор руху, мікрофон, циклічний запис, реєстрація дати, часу (години, хвилини, секунди). |
| Кут огляду                            | 140°                                                                                                 |
| Об'єм пам'яті                         | 32 Гб                                                                                                |
| Максимальна тривалість запису відео   | 10 годин                                                                                             |
| Вага                                  | 320 гр                                                                                               |
| Формат запису відео                   | H.264/AVI/MPEG4                                                                                      |
| Нічне бачення                         | До 10 м                                                                                              |

#### Tecsar B42-BAT-MOB
Tecsar B42-BAT-MOB — боді-камера, що відрізняється підсиленою батареєю в поєднанні з малою вагою — 160 гр. Зазвичай використовується представниками патрульної поліції, але можливе використання цивільним населенням.
| Вбудований мікрофон                   | + |
| Запис звуку                           | + |
| Підтримка додаткової камери           | - |
| Підтримка Power Bank                  | + |
| Тип матриці                           | Progressive Scan CMOS                                                                                                   |
| Роздільна здатність та частота запису | 848x480р 30-60 К\с, 2304x1296р 30 К\с, 1920*1080P 30 К\с, 1280x720р 30-60 К\с                                           |
| Додатково                             | Speaker, детектор руху, мікрофон, циклічний запис, реєстрація дати, часу (години, хвилини, секунди), підсилена батарея. |
| Кут огляду                            | 140° |
| Об'єм пам'яті                         | 32 Гб |
| Максимальна тривалість запису відео   | 10 годин |
| Вага                                  | 160 гр |
| Формат запису відео                   | H.264/AVI/MPEG4 |
| Нічне бачення                         | До 10 м |

#### Tecsar B27-4G-M-GPS-MOB
Tecsar B27-4G-M-GPS-MOB — це компактний нагрудний відеореєстратор для персонального використання. Особливістю даної моделі є підтримка функції, 3G-4G live-трансляції та GPS логера для визначення місця перебування.
| Вбудований мікрофон                   | + |
| Запис звуку                           | + |
| Підтримка додаткової камери           | - |
| Підтримка Power Bank                  | - |
| Тип матриці                           | Progressive Scan CMOS |
| Роздільна здатність та частота запису | 2304x1296р 30 к/с; 1920x1080p 30 к/с; 1440x1080р 30 к/с; 1280x720р 30-60 к/с; 848x480р 30-60 к/с; 720х480 30 к/с;                      |
| Додатково                             | Speaker, детектор руху, мікрофон, циклічний запис, реєстрація дати, часу (години, хвилини, секунди), 3G-4G live-трансляції, GPS логер. |
| Кут огляду                            | 140° |
| Об'єм пам'яті                         | 32 Гб |
| Максимальна тривалість запису відео   | 7 годин |
| Вага                                  | 160 гр |
| Формат запису відео                   | H.264/AVI/MPEG4 |
| Нічне бачення                         | До 10 м |

### Protect
Protect — бренд, що займається виготовленням нагрудних відеореєстраторів та зарекомендував себе високою якістю в цій галузі.

#### Protect R-08+GPS
Protect R-08+GPS — нагрудний відеореєстратор, особливістю якого, є наявність GPS логера,  вбудованого гучномовця та ліхтарика. Акумулятор на 3200mAH безперервне знімання впродовж 14-ти годин.
| Вбудований мікрофон                   | + |
| Запис звуку                           | + |
| Підтримка додаткової камери           | + |
| Підтримка Power Bank                  | + |
| Тип матриці                           | Progressive Scan CMOS |
| Роздільна здатність та частота запису | 2304x1296р 30 К\с, 1920*1080P 30 К\с, 1280x720р 30-60 К\с, 848x480р 30-60 К\с                                                          |
| Додатково                             | Speaker, детектор руху, мікрофон, циклічний запис, реєстрація дати, часу (години, хвилини, секунди), GPS логер, режим автореєстратора. |
| Кут огляду                            | 140° |
| Об'єм пам'яті                         | 32 Гб |
| Максимальна тривалість запису відео   | 14 годин |
| Вага                                  | 140 гр |
| Формат запису відео                   | H.264 / MJPEG |
| Нічне бачення                         | До 10 м |

#### Protect R-01S 32gb
Protect R-01S 32gb — боді-камера, яка широко застосовується поліцейськими в своїй професійній діяльності. Головною перевагою пристрою є сертифікований клас захисту IP67, який унеможливлює потрапляння пилу та вологи всередину корпусу. На пристрої наявні резинові заглушки, які герметично закривають всі виходи і дозволяють підводне знімання (на глибині — біля 5-ти хвилин, на мілководді — необмежено). Функція  push-to-talk дозволяє використовувати відореєстратор  як рацію.
| Вбудований мікрофон                   | + |
| Запис звуку                           | + |
| Підтримка додаткової камери           | + |
| Підтримка Power Bank                  | + |
| Тип матриці                           | Progressive Scan CMOS                                                                                               |
| Роздільна здатність та частота запису | 848x480р 30-60 К\с, 2560x1080р 30 К\с, 2304x1296р 30 К\с, 1920*1080P 45 К\с, 1280x720р 30-60 К\с, 1920*1080P 30 К\с |
| Додатково                             | Speaker, детектор руху, мікрофон, циклічний запис, реєстрація дати, часу (години, хвилини, секунди).                |
| Кут огляду                            | 140° |
| Об'єм пам'яті                         | 32 Гб |
| Максимальна тривалість запису відео   | 8 годин |
| Вага                                  | 175 гр |
| Формат запису відео                   | MJPEG, H.264, AVI                                                                                                   |
| Нічне бачення                         | До 10 м |

#### Protect R-04 32gb
Protect R-04 32gb — боді-камера, що застосувується працівниками поліції для реєстрації всіх своїх дій під час служби. У разі слідства записи можуть стати доказами невинуватості службовця.
За допомогою Led ліхтарика, що вбудований в пристрій, можна вести відеознімання в повній темряві. Особливістю пристрою є наявність лазерної указки, за допомогою якої, можна точно відстежити куди направлена камера реєстратора. Завдяки шумоізоляції виходить отримати чіткі аудізаписи без сторонніх звуків. Також наявний поворотний механізм, завдяки якому, можна проводити знімання на 360°
| Вбудований мікрофон                   | + |
| Запис звуку                           | + |
| Підтримка додаткової камери           | + |
| Підтримка Power Bank                  | + |
| Тип матриці                           | Progressive Scan CMOS |
| Роздільна здатність та частота запису | 848x480р 30-60 К\с, 720х480 30 К\с, 2560x1080р 30 К\с, 2304x1296р 30 К\с, 1920*1080P 45 К\с, 1920*1080P 30 К\с, 1280x720р 30-60 К\с |
| Додатково                             | Speaker, детектор руху, мікрофон, циклічний запис, реєстрація дати, часу (години, хвилини, секунди).                                |
| Кут огляду                            | 140° |
| Об'єм пам'яті                         | 32 Гб |
| Максимальна тривалість запису відео   | 11 годин |
| Вага                                  | 175 гр |
| Формат запису відео                   | H.264 / MJPEG |
| Нічне бачення                         | До 15 м |

## Технічні характеристики
Нагрудні відеореєстратори мають широкий спектр технічних характеристик, які визначають їхнє цільове призначення.

### 3G-4G онлайн трансляція
3G-4G онлайн трансляція — функція, що дозволяє вести трансляцію в режимі реального часу при підключенні до 3G-4G зв'язку. Наявна у моделі Tecsar B27-4G-M-GPS-MOB.

### Вбудований мікрофон
Вбудований мікрофон — дозволяє запис звуку при відеозніманні. Знятий матеріал може бути доказом у суді при відкритті проводжання. Функція представлена у багатьох моделях, зокрема Patrul X-05, Patrul X-01, Protect R-01S 32gb, Tecsar B42-BAT-MOB та інших.

### WI-FI трансляція
WI-FI трансляція — функція, що дозволяє ведення трансляції з місця подій в режимі реального часу при умові підключення пристрою до WI-FI. Модель Patrul-DX-WIfi-02 оснащена даною функцією.

### Змінна батарея
Змінна батарея дозволяє довготривалий безперервний режим знімання. В комплекті Protect R-02A — 32gb представлено дві батареї, які за необхідності можна змінювати та продовжувати знімання.

### GPS логер
GPS логер — клас радіоприймачів, що може працювати в режимі звичайного GPS-приймача, або в режимі логера для запису інформації в свою вбудовану пам'ять. Вбудований GPS логер представлений у Patrul X-05, Protect R-08+GPS, Tecsar B26-GPS-MOB та інших.

### GPS/GPRS онлайн трекінг
GPS/GPRS онлайн трекінг — функція, що дозволяє відстежувати місцеперебування пристрою, тобто і самого користувача. Функція представлена у моделі Protect R-04-3G.

### Циклічний запис
Циклічний запис — забезпечує запис відео фрагментами по декілька хвилин кожен. Завдяки даній функції можна вести безперервний запис, незважаючи на його тривалість, а також полегшує пошук потрібного фрагменту за потреби. Циклічний запис характерний для всіх нагрудних відеореєстраторів. Циклічний запис, функція, що дозволяє робити безперервний запис. У випадку заповнення пам'яті, відеореєстратор видаляє найстаріший запис та звільняє місце для нового, тим самим виключаючи потребу підключення до ПК та «ручного» видалення записів.

### Інфрачервона підсвітка
Інфрачервона підсвітка — забезпечує режим нічного знімання. Камери, обладнані ІЧ підсвіткою, місять спеціальні світлодіоди, які передають випромінювання, майже невидиме для людського ока. В складі нагрудних відеореєстраторів необхідні для знімання в темну пору доби, що важливо для працівників патрульної поліції, охоронців та інших представників силових структур. 

### Максимальна тривалість знімання відео
Максимальна тривалість знімання відео — залежить від потужності батареї, що встановлена в пристрої. Боді-камери для поліцейських виготовляють з можливістю безперервного знімання від 7-ми годин до 15-ти годин. Зважаючи на можливість зміни батареї, сумарна кількість годин зйомки без підзарядки може перевищувати добу. Така можливість присутня у моделі Protect R02A, в якої є можливість заміни батареї

### Кут огляду
Кут огляду — кут, який осягає камера в зафіксованому положенні. Для нагрудних відеореєстраторів сягає до 170°.

### Ступінь захисту корпуса
Ступінь захисту корпуса (IP) — міжнародна класифікація, що характеризує ступінь захисту приладу від потрапляння пилу, вологи та інших сторонніх предметів.
IP65 — гарантує повний захист від проникнення пилу та захист від струменів води з усіх напрямків. https://shop-digital.com.ua/shop/category/videonablyudenie/portativnye-kamery-dlia-politsii-i-ohrany?order=price&user_per_page=16&lp=0&rp=121050&p%5B1286%5D%5B%5D=IP65
IP66 — повний захист від проникнення пилу та захист від води, що ідентичний хвилям.
IP67 — повний захист від проникнення пилу та захист від води при зануренні на глибину до одного метра.

### Роздільна здатність фотозйомки
Роздільна здатність фотознімання — це величина, що характеризує кількість точок на одиницю площі та визначає якість та чіткість отриманого знімку.

### Вбудована пам'ять
Вбудована пам'ять — це постійне місце збереження файлів. Об'єм внутрішньої пам'яті повинен відповідати кількості годин безперервного знімання для того, щоби вся інформація могла бути збережена та при потребі використана. Боді-камери оснащують від 32 до 128 Гб пам'яті, що дозволяє зберегти весь знятий матеріал.

### Роздільна здатність матриці
Роздільна здатність матриці — характеризується кількістю пікселів та визначає розмір отриманої фотокартки та наявність «шумів». Специфіка роботи силових структур передбачає потребу у чітких знімках під час відеореєстрації подій. Такі знімки можуть стати доказами у суді.